# Lygodactylus angularis
Lygodactylus angularis är en ödleart som beskrevs av  Günther 1893. Lygodactylus angularis ingår i släktet Lygodactylus och familjen geckoödlor.

## Underarter
Arten delas in i följande underarter:
- L. a. angularis
- L. a. heeneni
- L. a. grzimeki